# Fimbristylis dura
Fimbristylis dura är en halvgräsart som först beskrevs av Heinrich Zollinger och Alexandre Moritzi, och fick sitt nu gällande namn av Elmer Drew Merrill. Fimbristylis dura ingår i släktet Fimbristylis och familjen halvgräs. Inga underarter finns listade i Catalogue of Life.